# Pervin Buldan
Pervin Buldan (ur. 6 listopada 1967) – turecka polityk, z pochodzenia Kurdyjka, deputowana do tureckiego parlamentu z ramienia Ludowej Partii Demokratycznej (HDP), od 2018 współprzewodnicząca tegoż ugrupowania.

## Życiorys
Pochodzi z prowincji Hakkari, gdzie ukończyła szkołę średnią. Następnie wyszła za mąż za swojego kuzyna Savaşa Buldana – biznesmena. W 1994 jej mąż zaczął otrzymywać pogróżki, a następnie został porwany i zamordowany. Miało to miejsce po tym, gdy premier Turcji, Tansu Çiller, oznajmiła, iż posiada listę przedsiębiorców, którzy wspierają nielegalną Partię Pracujących Kurdystanu. Po tym wydarzeniu Pervin Buldan rozpoczęła działalność społeczną i polityczną jako przewodnicząca organizacji YAKAY-DER, wspierającej rodziny osób porwanych i zaginionych, w prokurdyjskiej Partii Demokratycznego Społeczeństwa oraz w Ludowej Partii Demokratycznej.
W 2007 wystartowała w wyborach parlamentarnych w Turcji z ramienia lewicowego sojuszu Tysiąc Nadziei. Zdobyła mandat w okręgu Igdir. W 2011 została wybrana do parlamentu powtórnie. Dwa lata później brała udział w turecko-kurdyjskich negocjacjach pokojowych.
W lutym 2018 została wybrana na współprzewodniczącą Ludowej Partii Demokratycznej wspólnie z Sezaiem Temellim (statut partii przewiduje, iż organizacją każdorazowo wspólnie kierują mężczyzna i kobieta). W tym samym miesiącu turecka prokuratura wszczęła przeciwko niej postępowanie, zarzucając jej szerzenie "propagandy terrorystycznej", po tym, gdy skrytykowała turecką ofensywę przeciwko Kurdom syryjskim w Afrinie. Drugie postępowanie z tego samego zarzutu prokuratura turecka wszczęła przeciwko niej w listopadzie 2018. Władze tureckie stale zarzucają Ludowej Partii Demokratycznej związki z nielegalną Partią Pracujących Kurdystanu, czemu HDP zaprzecza. W 2018 po raz trzeci zdobyła w wyborach parlamentarnych mandat, startując w Stambule z list HDP.
23 lutego 2020 została powtórnie wybrana na współprzewodniczącą Partii Ludowo-Demokratycznej, tym razem wspólnie z Mithatem Sancarem.